# Wydział Nauk Społecznych Uniwersytetu Rzeszowskiego
Wydział Nauk Społecznych Uniwersytetu Rzeszowskiego – jeden z piętnastu wydziałów Uniwersytetu Rzeszowskiego.

## Historia
Wydział powstał 1 stycznia 2025 roku, w wyniku podziału dotychczasowego Kolegium Nauk Społecznych Uniwersytetu Rzeszowskiego. Wydział posiada uprawnienia do nadawania stopni: doktora oraz doktora habilitowanego nauk społecznych w dyscyplinach: nauki o polityce i administracji oraz nauki socjologiczne.

## Kierunki kształcenia
Dostępne kierunki:
- Bezpieczeństwo wewnętrzne (studia I i II stopnia)
- Politologia (studia I i II stopnia)
- Praca socjalna (studia I i II stopnia)
- Socjologia (studia I i II stopnia)
- Stosunki międzynarodowe (studia I stopnia)
- Studia miejskie (studia II stopnia)

## Władze Wydziału
Od 1 stycznia 2025:
| Stanowisko                                       | Imię i nazwisko         |
| ------------------------------------------------ | ----------------------- |
| Dziekan                                          | dr hab. Krzysztof Żarna |
| Prodziekan ds. nauki i rozwoju                   | dr hab. Beata Szluz     |
| Prodziekan ds. studenckich i jakości kształcenia | dr Zofia Sawicka        |

## Struktura organizacyjna

### Instytut Nauk o Polityce
Dyrektor: dr hab. inż. Grzegorz Bonusiak
- Zakład Administracji Publicznej i Polityki Społecznej
- Zakład Stosunków Międzynarodowych
- Zakład Myśli Politycznej i Teorii Polityki
- Zakład Systemów Politycznych i Medialnych
- Zakład Praw Człowieka
- Zakład Bezpieczeństwa Narodowego i Wewnętrznego

### Instytut Nauk Socjologicznych
Dyrektor: ks. dr hab. Witold Jedynak
- Zakład Socjologii Edukacji
- Zakład Socjologii Rodziny i Problemów Społecznych
- Zakład Polityki Społecznej
- Zakład Pracy Socjalnej
- Pracownia Obserwatorium Miast i Analiz Regionalnych